# Sula-Inseln
Die Sula-Inseln sind eine indonesische Inselgruppe im Pazifischen Ozean. Sie bilden den westlichsten Teil der Molukken und erstrecken sich zwischen 1°34′ und 2°28′ s. Br. sowie zwischen 124°17′ und 126°29′ ö. L. 
Die größten Inseln der Gruppe sind Taliabu, Mangole und Sulabesi. Das Gebiet misst von West nach Ost rund 270 Kilometer und nimmt zusammen etwa 4.700 km² Landfläche ein. Die SulaInseln bestehen aus den drei Hauptinseln sowie etwa weiteren 100 Inseln. Sie werden seit 2013 in zwei Regierungsbezirk (indonesisch Kabupaten) gegliedert:
- Kepulauan Sula im Osten mit der Hauptinsel Mangole im Norden und Sulabesi (ehm. Sanana) im Süden.
- Pulau Taliabu im Westen (auf der gleichnamigen Hauptinsel im Westen).

Taliabu, die westlichste der Sula-Inseln ist die größte. Sie ist momentan (2022) um die 3.000 km² groß, die nächstgrößere ist Mangoli mit etwa 1.200 bis 1.300 km² Fläche. Die kleinste ist schließlich Sulabesi mit etwa 500 km². Die Flächenangaben differieren nach Quelle und Jahr erheblich voneinander, selbst staatliche Stellen in Indonesien weichen voneinander ab.
Die Einwohnerzahlen der drei Inseln zeigen genauere Ergebnisse, auch wenn sie nur aus Ergebnissen der Distrikte (Kecamatan) aufaddiert sind:
| Hauptinsel m. Nebeninseln | 2010 1  | 2020 2  | 06.2022 3 | Fläche 3 (06/2022) | Dichte 4 |
| ------------------------- | ------- | ------- | --------- | ------------------ | -------- |
| Taliabu                   | 47.309  | 58.047  | 63.231    | 2.985,75           | 21,18    |
| Mangoli                   | 36.323  | 39.736  | 40.103    | 1.256,69           | 31,91    |
| Sulabesi                  | 48.892  | 64.346  | 64.447    | 533,18             | 120,87   |
| Inselgruppe Sula          | 132.524 | 162.129 | 167.781   | 4.775,62           | 35,13    |